# Abtei St. Thomas (Brünn)

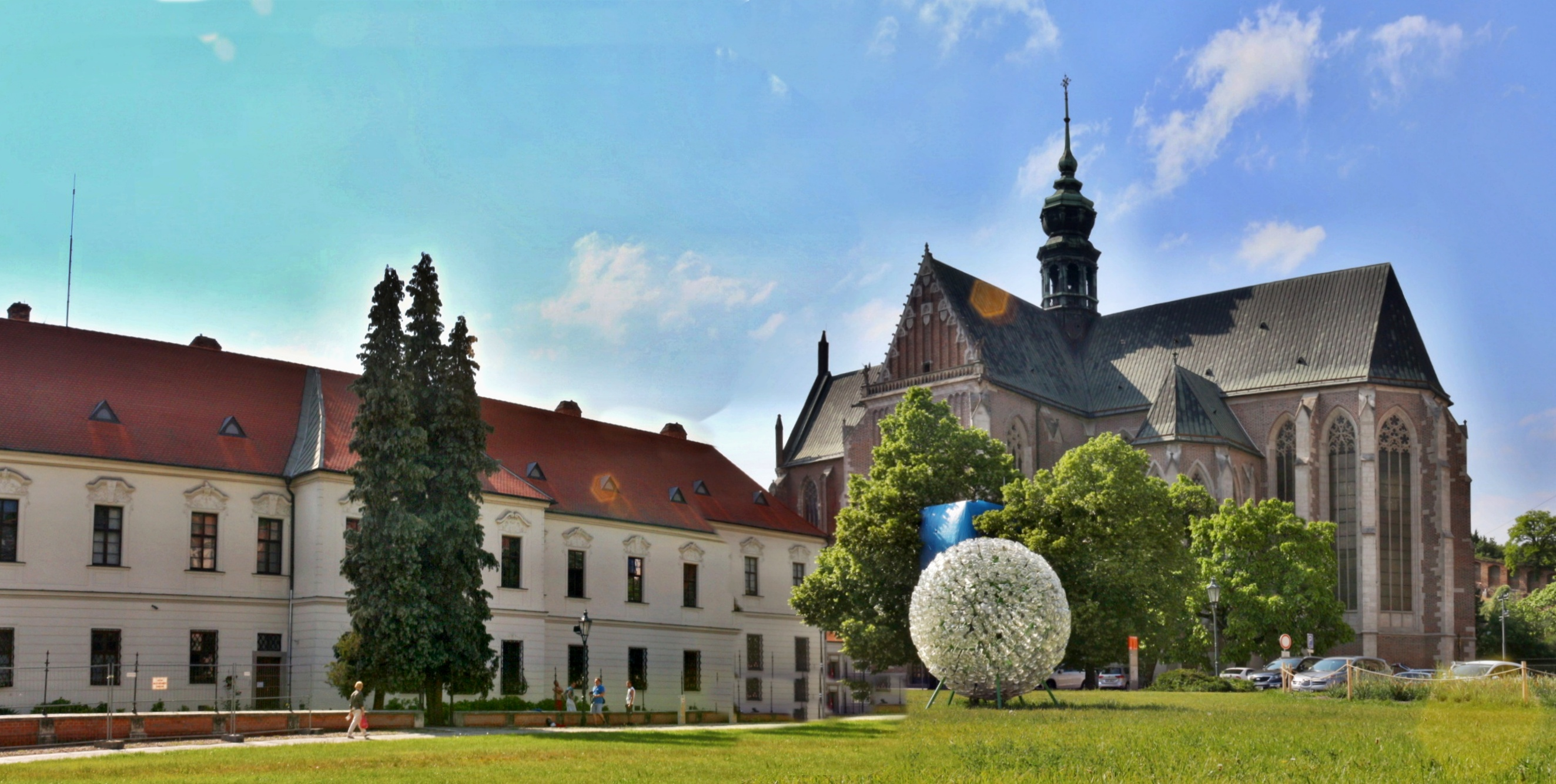
Das Altbrünner Kloster mit der Basilika Mariä Himmelfahrt

Die Abtei St. Thomas, tschechisch Augustiniánské opatství svatého Tomáše na Starém Brně, ist eine Abtei in Alt Brünn (Staré Brno). Klosterkirche ist die Basilika Mariä Himmelfahrt.
Die Klostergebäude stammen vom Zisterzienserinnenkloster „Aula Sanctae Mariae“, das hier von 1323 bis 1782 bestand. Im Jahr 1783 übersiedelten die Augustiner von ihrem Stammplatz bei der Kirche St. Thomas im Norden der Altstadt hierher. Im Klostergebäude erinnert heute ein Museum an Gregor Mendel, der hier als Abt tätig war.

## Geschichte

### Zisterzienserinnenkloster Marien-Saal

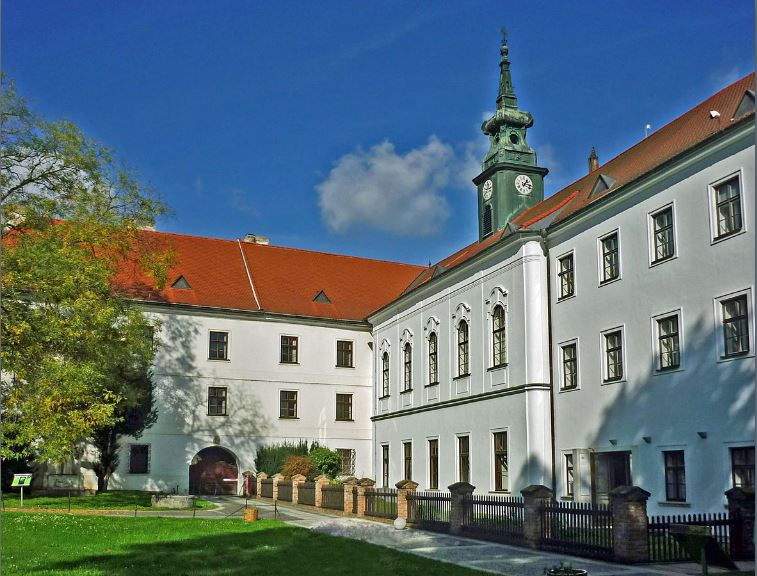
Klosterhof

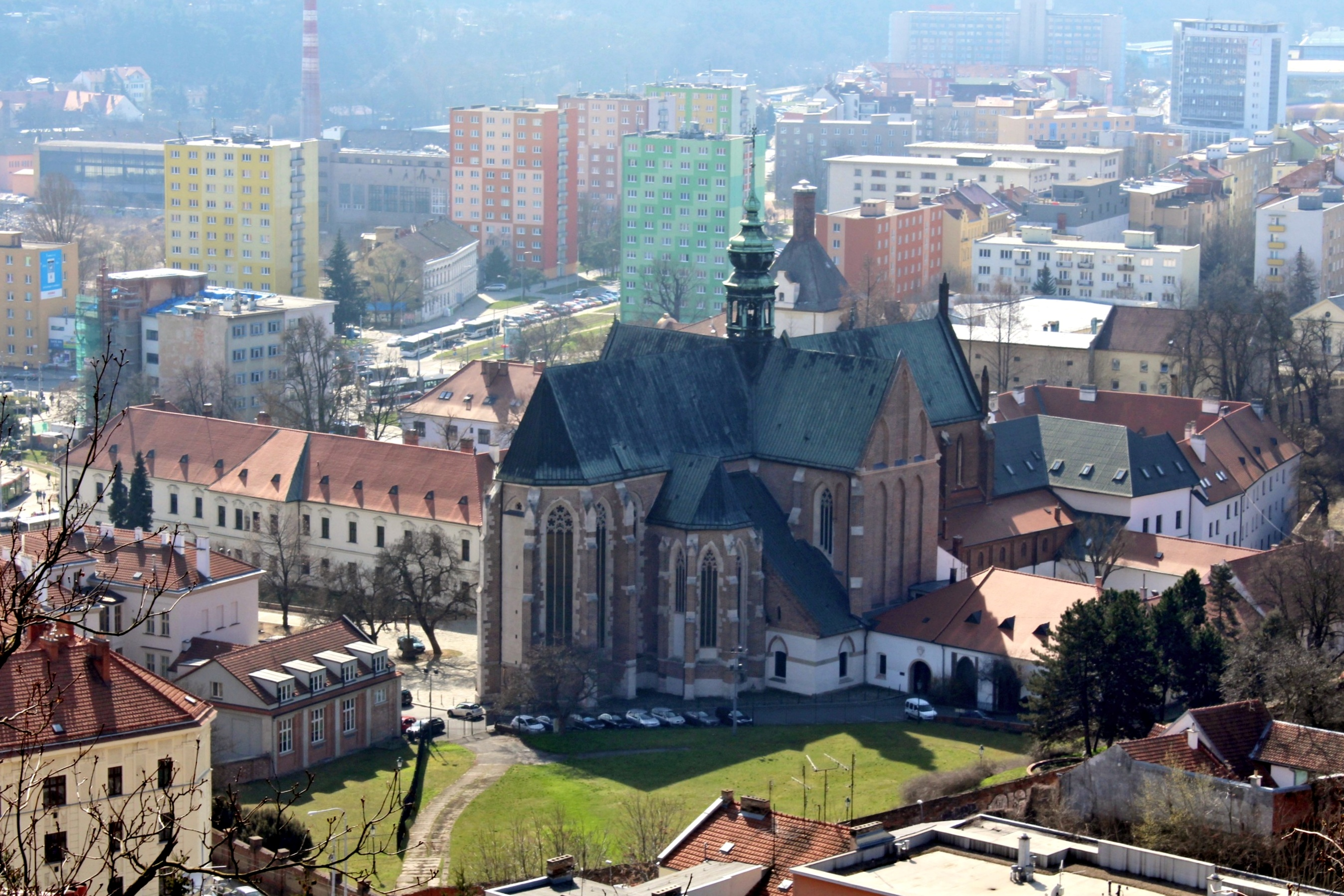
Von Nordosten liegt die Basilika vor den meisten Klostergebäuden

Die böhmische Königinwitwe Elisabeth Richza war Gattin des Přemyslidenkönigs Wenzel II. und des Habsburger Königs Rudolf I. von Böhmen gewesen. Am 15. April 1323 gründete sie mit Unterstützung des Olmützer Bischofs Konrad in Alt Brünn neben der alten Marienkirche das Zisterzienserinnenkloster Aula Sanctae Mariae („Saal der Hl. Maria“), das volkstümlich als Königinkloster bezeichnet wurde. An den Regierungsgeschäften war Elisabeth zu dieser Zeit nicht mehr beteiligt, denn seit 1310 regierte Johann von Luxemburg. 1333 wurde neben dem Kloster ein Spital für 17 Personen – acht Laien, acht alte Priester und einen Diakon – gestiftet.
Das Kloster wurde dreimal zerstört bzw. stark beschädigt: 1428 von den Hussiten, 1467 während des Böhmisch-Ungarischen Krieges vom böhmischen König Georg von Podiebrad und im Dreißigjährigen Krieg 1645 vom schwedischen General Lennart Torstensson.
Die Patronatsrechte übte das Kloster Sedlec aus. Im Rahmen der Josephinischen Reformen wurde das Kloster im Jahre 1782 aufgelöst.

### Augustiner-Eremiten
1783 wurde das leerstehende, ehemalige Zisterzienserinnenkloster Altbrünn den Augustiner-Eremiten zugewiesen, die ihre Abtei St. Thomas am heutigen Moravské náměstí in Brünn verlassen mussten. Das Kloster wurde nach dem Februarumsturz 1948 im Jahre 1950 von der kommunistischen Regierung aufgelöst. Nach der Samtenen Revolution 1989 kehrten die Augustiner in die Abtei zurück.
Das ursprüngliche Brünner Augustinerkloster St. Thomas war 1350 gegründet worden. Es wurde im Jahre 1752 zur Abtei erhoben, da der Klerus einen Vertreter zu den Sitzungen des Landtages der mährischen Stände zu entsenden hatte und Brünn erst im Jahre 1777 Bischofssitz wurde. Aus dieser historischen Tatsache ergibt sich die Besonderheit, dass Brünn die weltweit einzige Abtei des Augustinerordens (OSA) ist. 
Gregor Mendel war von 1868 bis zu seinem Tod 1884 Abt dieses Klosters. In einem Teil der Klostergebäude erinnert das Mendelovo Muzeum, das von der Masaryk-Universität eingerichtet wurde, an den Entdecker der Genetik.